# Wrede
Wrede är en tysk adelsätt som härstammar från Westfalen, vilken är först nämnd 1202 och spridits till Livland under 1400-talet och under 1600-talet till Sverige, där den blev först friherrlig Wrede af Elimä, och en medlem av friherrliga ätten upphöjd till grevlig Wrede men slöt själv den grevliga ätten. Ätten fortlever i Tyskland, Sverige och Finland.

## Personer med efternamnet Wrede

### Alfabetiskt sorterade
- Agneta Wrede (1674–1730), svensk godsägare
- August Wrede (1869-1935), finländsk friherre och godsägare
- Axel Wrede Sparre (1708–1772), svensk greve, generalmajor och överståthållare
- Carl Casper Wrede (1673–1701), svensk greve och hovfunktionär
- Carl Henrik Wrede, flera personer
  - Carl Henrik Wrede (1897–1962) (1897–1962), svensk militär och friherre
  - Carl Henrik Wrede (skulptör) (1890–1924), finländsk skulptör
- Carl Philipp von Wrede (1767–1838), bayersk fältmarskalk
- Carolus Wrede (1860–1927), finländsk industriman
- Casimir Wrede (1818–1892), svensk jurist och riksdagsman
- Casper Wrede, flera personer
  - Casper Wrede (godsägare) (1856–1945), finländsk godsägare och målare
  - Casper Wrede (regissör) (1929–1998), finländsk teater- och filmregissör
- Ebba Wrede (1918–1957), svensk skeppsreadre
- Ebba Wrede (rektor) (1914–2010), finländsk skolledare
- Elin Wrede (1867–1949), finländsk målare
- Ernst Wrede (1907–1973), konstnär och skulptör
- Fabian Wrede, flera personer
  - Fabian Wrede (1641–1712), svensk greve, ämbetsman och statsman
  - Fabian Wrede (1654–1709), svensk friherre, överstelöjtnant och tecknare
  - Fabian Wrede (1694–1768), svensk friherre och politiker
  - Fabian Wrede (1760–1824), svensk greve, fältmarskalk och statsråd
  - Fabian Ernst Wrede (1782–1833), svensk greve och generalmajor
  - Fabian Jakob Wrede (1802–1893), svensk friherre, generallöjtnant och generalfälttygmästare
  - Fabian Wrede (1874–1943), svensk greve, militär och hovstallmästare
  - Fabian Casimir Wrede (1724–1795), svensk friherre, general och tecknare
- Georg Henrik Wrede (född 1964), finländsk direktör
- Gerda Wrede (1896–1967), finländsk skådespelare, regissör och talpedagog
- Gustaf W. Wrede (1889–1958), finländsk industriman
- Gösta Wrede (1928–2018), svensk teolog
- Henrik Wrede (död 1605), svensk ryttmästare
- Henrik Wrede (1861–1945), svensk jurist och politiker
- Henrik Jacob Wrede (1696–1758), svensk friherre och partiman
- Johan Wrede (född 1935), finländsk litteraturhistoriker
- Karl August Wrede (1859–1943), finländsk arkitekt
- Kenneth Wrede (1898–1983), finländsk kemiingenjör och företagsledare
- Ludwig Wrede (1894–1965), österrikisk konståkare
- Mathilda Wrede (1864–1928), finländsk filantrop
- Otto Wrede (1766–1804), svensk friherre, överste och grafiker
- Otto Gustaf Wrede (1709–1772), stamfar för finländska grenen
- Rabbe Axel Wrede (1851–1938), finländsk rättslärd, friherre och politiker
- Rabbe Gottlieb Wrede (1742–1828), finländsk kvartermästare
- Renata Wrede (1923–1998), svensk målare

### Kronologiskt sorterade
- Henrik Wrede (död 1605), svensk ryttmästare
- Fabian Wrede (1641–1712), svensk greve, ämbetsman och statsman
- Carl Casper Wrede (1673–1701)
- Agneta Wrede (1674–1730), svensk godsägare
- Fabian Wrede (1654–1709), svensk friherre, överstelöjtnant och tecknare
- Fabian Wrede (1694–1768), svensk friherre och politiker
- Henrik Jacob Wrede (1696–1758), svensk friherre och partiman
- Axel Wrede Sparre (1708–1772), svensk greve, generalmajor och överståthållare
- Otto Gustaf Wrede (1709–1772), stamfar för finländska grenen
- Fabian Casimir Wrede (1724–1795), svensk friherre, general och tecknare
- Rabbe Gottlieb Wrede (1742–1828), finländsk kvartermästare
- Fabian Wrede (1760–1824), svensk greve, fältmarskalk och statsråd
- Otto Wrede (1766–1804)), svensk friherre, överste och grafiker
- Carl Philipp von Wrede (1767–1838), bayersk fältmarskalk
- Fabian Ernst Wrede (1782–1833), svensk greve och generalmajor
- Fabian Jakob Wrede (1802–1893), svensk friherre, generallöjtnant och generalfälttygmästare
- Casimir Wrede (1818–1892), svensk jurist och riksdagsman
- Carolus Wrede (1860–1927), finländsk industriman
- Rabbe Axel Wrede (1851–1938), finländsk rättslärd, friherre och politiker
- Casper Wrede (godsägare) (1856–1945), finländsk godsägare och målare
- Karl August Wrede (1859–1943), finländsk arkitekt
- Mathilda Wrede (1864–1928), finländsk filantrop
- Elin Wrede (1867–1949), finländsk målare
- August Wrede (1869-1935), finländsk friherre och godsägare
- Fabian Wrede (1874–1943), svensk greve, militär och hovstallmästare
- Gustaf W. Wrede (1889–1958), finländsk industriman
- Gerda Wrede (1896–1967), finländsk skådespelare, regissör och talpedagog
- Carl Henrik Wrede (1897–1962), svensk militär och friherre
- Kenneth Wrede (1898–1983), finländsk kemiingenjör och företagsledare
- Ernst Wrede (1907–1973), svensk konstnär och skulptör
- Ebba Wrede (rektor) (1914–2010), finländsk skolledare
- Ebba Wrede (1918–1957), svensk skeppsredare
- Renata Wrede (1923–1998), svensk målare
- Gösta Wrede (1928–2018), svensk teolog
- Casper Wrede (regissör) (1929–1998), finländsk teater- och filmregissör
- Johan Wrede (född 1935), finländsk litteraturhistoriker
- Georg Henrik Wrede (född 1964), finländsk direktör

## Ätten Wrede i Tyskland
Från Heinrich Wrede auf Sorpe nämnd 1310 stammar grenarna Wrede zu Amecke, Wrede zu Melschede, Wrede zu Steinbeck och Wrede auf Brüninghausen und Mühlenbach.

## Ätten Wrede af Elimä i Sverige
Äldsta stamfader för den adliga ätten är Gerhard Wrede som 1417–1420 var lantmarskalk i Tyska Orden i Livland. Hovjunkaren hos ordensmästaren i Livland Casper Wrede (död 1559) var fader till ryttmästaren Henrik Wrede (död 1605).
Ätten inkom till Sverige omkring 1600 med ryttmästaren Henrik Wrede, som dog när han räddade Karl IX:s liv i slaget vid Kirkholm under andra polska kriget. Under slaget blev kungens häst skjuten och Henrik Wrede skänkte sin häst till honom så att han kunde undkomma. Ätten introducerades därför 1625 genom hans son Caspar Wrede, och upphöjdes 1654 till friherrelig värdighet med namnet Wrede af Elimä och nummer 44. I vapnet finns en springande häst med krona på huvudet till minne av Henrik Wredes insats.
En gren, utslocknad 1712, upphöjdes till grevar med namnet Wrede på nummer 27. Den friherrliga grenen är fortlevande i Sverige och i Finland. 
Släkten Wrede af Elimä firade tillsammans med övriga grenar av ätten ett 400-årsjubileum i augusti 2005. "Jubileet" föranleddes av årsdagen för slaget vid Kirkholm 1605 när ryttmästare Henrik Wrede räddade Karl IX:s liv. Bland deltagarna fanns ett hundratal medlemmar från ättens tyska, svenska och finländska grenar. Även släktingar från England, USA, Brasilien och Kanada deltog.

## Medlemmar i finländska grenen (i urval)
Otto Gustaf Wrede, en halvbror till Henrik Jacob Wrede och Fabian Wrede (1694–1768), blev stamfader för den finländska grenen av släkten Wrede. Grenen immatrikulerades på Finlands riddarhus år 1818 som friherrlig ätt nummer 2.
- Otto Gustaf Wrede (1709–1772)
- Rabbe Gottlieb Wrede (1742–1828)
- Carl Gustaf Fabian Wrede (1819–1892)
- Rabbe Axel Wrede (1851–1938)
- Casper Wrede (1856–1945)
- Karl August Wrede (1859–1943)
- Mathilda Wrede (1864–1928)
- Elin Wrede (1867–1949)
- August Wrede (1869-1935)
- Gerda Wrede (1896–1967)
- Casper Wrede (1929–1998)
- Johan Wrede (född 1935)
- Georg Henrik Wrede (född 1964)

## Blasonering
I Wrede af Elimäs vapen ingår stamättens vapen som är en grön lagerkrans med fem röda rosor på gul botten. Blasoneringen lyder:
| ” | . . . Een fyradubbel fördeelt sköldh, der midt uthi, som förra Wredernes stamvapn varit hafver, een grön lorbehr crantz medh fem röda roser uthi ett guhlt fiäll. Uthi den öfverste skölden på högre sijdan een brunachtig springande häst, sahlat och oppbetzlat, hafvandes på hufvudet een gyllende chrona uthi ett hvijt fiäll. Uthi den öfverste skölden på vänstre sijdan een man i fult couretz med ett bart svärd i handen, hafvandes ett rödt felttekn kring om sigh och een rödh plumatie i caschetten uthi ett guhlt fiäll. Uthi den högre nederst skölden een gyllende chrona medh tvenne i korss stående blancke svärdh uthi ett rödt fiell. Uthi den vänstre nederste skölden ett guhlt leijon uthi ett blått fjäll. Ofvan på skölden två öpne tornerehielmar. Hielmtecket, crantzerne med guult, blått, rödt och hvijt fördelte. Hvarthera hielmen med een frijherre chrona på. På den högre hielmchronan står een lorbär crantz med fem röda rosor emellan tvenne vingar, den högre guul och den vänstre rödh. Uthur den vänstre hielmchronan opstår ett guhlt leijon, hafvande i den högre foten een blå flagga och i den vänstre een hvijt flagga. Bakom leijonet står i lijka motto een blåå och en hvijt flagga, aldeles som heela detta vapnet med sine egentelige färgor här hoos repræsenterat och afmåhlat står. . . . | „ |